# Daniel Kinyua Wanjiru
Daniel Kinyua Wanjiru (* 25. oder 26.  Mai 1992) ist ein kenianischer Langstreckenläufer, der sich auf die Disziplinen Halbmarathon und Marathon spezialisiert hat.

## Karriere
Der erste bei der IAAF registrierte Eintrag Wanjirus belegt eine Zeit von 1:02:53 h beim Nairobi Halbmarathon 2010. In den folgenden Jahren konnte Wanjiru seine Leistung kontinuierlich steigern und siegte bei der Premiere des Karlsbad-Halbmarathons 2013 erstmals außerhalb der Grenzen Afrikas.
2014 unterbot Wanjiru zunächst die Ein-Stunden-Marke beim Prag-Halbmarathon. In der zweiten Saisonhälfte bereitete er sich auf seinen ersten Marathon vor und konnte den Testlauf beim Halbmarathon im Rahmen des Wachau-Marathons mit souveränem Vorsprung von über einer Minute gewinnen. Sein Debüt gab er schließlich beim Frankfurt-Marathon, bei dem er in 2:08:18 h den ersten Platz in der Altersklasse U23 und insgesamt den siebten Platz belegte.
2015 startete er mit einem zweiten Rang beim prestigeträchtigen RAK-Halbmarathon, bei dem er in 1:00:06 h unter anderem den in diesem Jahr dominierenden Eliud Kipchoge hinter sich ließ und nur eine Sekunde hinter Sieger Mosinet Geremew ins Ziel kam. Eineinhalb Monate später siegte er beim Prag-Halbmarathon in 59:51 min und verbesserte seine aus dem Vorjahr an selber Stelle aufgestellte Bestzeit um 7 Sekunden. Beim Hamburg-Halbmarathon startete Wanjiru als Favorit, konnte das Rennen aber nicht beenden.
Beim Prag-Halbmarathon 2016 konnte er seinen Titel in neuer Bestzeit von 59:20 min verteidigen. Mit einem Sieg beim Amsterdam-Marathon in neuer Streckenrekordzeit von 2:05:21 h, die zugleich die zehntschnellste Zeit in der Jahresbestenliste zum Zeitpunkt des Rennendes darstellt, schaffte Wanjiru im Alter von 24 Jahren auch über die Marathondistanz den Sprung in die internationalen Spitzengruppe.
Wanjiru steht wie einige der weltbesten kenianischen Marathonläufer bei der niederländischen Agentur „Volare Sport“ unter Vertrag. Er lebt im Embu, Kenia.

### Dopingsperre
Mitte April 2020 wurde Kinyua von der unabhängigen Integritätskommission AIU des Weltleichtathletikverbandes wegen Unregelmäßigkeiten im Blutpass vorläufig suspendiert. Im Oktober 2020 wurde gegen ihm eine 4-jährige Dopingsperre ausgesprochen.

## Ergebnisse
Bemerkung: Bei den gelisteten Zeiten handelt es sich um die für die Platzierung relevanten Brutto-Zeiten aus den Ergebnislisten der Veranstalter.
| Datum/Jahr    | Rang | Veranstaltung                      | Austragungsort      | Disziplin    | Zeit    | Bemerkung                                                        |
| ------------- | ---- | ---------------------------------- | ------------------- | ------------ | ------- | ---------------------------------------------------------------- |
| 4. Nov. 2018  | 5    | New-York-City-Marathon             | New York City       | Marathon     | 2:10:21 |                                                                  |
| 9. Sep. 2018  | 7    | Great North Run                    | Newcastle upon Tyne | Halbmarathon | 1:03:40 |                                                                  |
| 30. Juni 2018 | 4    | Stadtlauf Appingedam               | Appingedam          | 10 km        | 0:29:29 |                                                                  |
| 22. Apr. 2018 | 8    | London-Marathon                    | London              | Marathon     | 2:10:35 |                                                                  |
| 14. Jan. 2018 | 25   | Houston-Marathon                   | Houston             | Halbmarathon | 1:02:55 |                                                                  |
| 6. Aug. 2017  | 8    | Leichtathletik-Weltmeisterschaften | London              | Marathon     | 2:12:16 |                                                                  |
| 10. Juni 2017 | 7    | Zwolle-Halbmarathon                | Zwolle              | Halbmarathon | 1:05:21 |                                                                  |
| 23. Apr. 2017 | 1    | London-Marathon                    | London              | Marathon     | 2:05:48 |                                                                  |
| 10. Feb. 2017 | 12   | RAK-Halbmarathon                   | Ra’s al-Chaima      | Halbmarathon | 1:02:16 |                                                                  |
| 16. Okt. 2016 | 1    | Amsterdam-Marathon                 | Amsterdam           | Marathon     | 2:05:21 |                                                                  |
| 10. Sep. 2016 | 2    | Grand Prix von Prag                | Prag                | 10 km        | 0:27:43 |                                                                  |
| 25. Juni 2016 | 3    | Stadtlauf Appingedam               | Appingedam          | 10 km        | 0:28:05 |                                                                  |
| 8. Mai 2016   | 4    | Prag-Marathon                      | Prag                | Marathon     | 2:09:25 | hinter dem Sieger Lawrence Cherono                               |
| 2. Apr. 2016  | 1    | Prag-Halbmarathon                  | Prag                | Halbmarathon | 0:59:20 | erfolgreiche Titelverteidigung in Prag mit persönlicher Bestzeit |
| 28. März 2015 | 1    | Prag-Halbmarathon                  | Prag                | Halbmarathon | 0:59:51 |                                                                  |
| 13. Feb. 2015 | 2    | RAK-Halbmarathon                   | Ra’s al-Chaima      | Halbmarathon | 1:00:06 |                                                                  |
| 26. Okt. 2014 | 7    | Frankfurt-Marathon                 | Frankfurt am Main   | Marathon     | 2:08:18 |                                                                  |
| 14. Sep. 2014 | 1    | 17. Int. WACHAUmarathon            | Krems an der Donau  | Halbmarathon | 1:00:38 |                                                                  |
| 5. Apr. 2014  | 3    | Prag-Halbmarathon                  | Prag                | Halbmarathon | 0:59:59 |                                                                  |
| 15. Sep. 2013 | 5    | 16. Int. WACHAUmarathon            | Krems an der Donau  | Halbmarathon | 1:01:34 |                                                                  |
| 25. Mai 2013  | 1    | Karlsbad-Halbmarathon              | Karlsbad            | Halbmarathon | 1:03:03 |                                                                  |
| 6. Apr. 2013  | 11   | Prag-Halbmarathon                  | Prag                | Halbmarathon | 1:02:28 |                                                                  |
| 15. Feb. 2013 | 9    | RAK-Halbmarathon                   | Ra’s al-Chaima      | Halbmarathon | 1:01:10 |                                                                  |
| 16. Sep. 2012 | 3    | 15. Int. WACHAUmarathon            | Krems an der Donau  | Halbmarathon | 1:01:19 |                                                                  |
| 31. März 2012 | 9    | Prag-Halbmarathon                  | Prag                | Halbmarathon | 1:02:32 |                                                                  |
| 31. Okt. 2010 |      | Nairobi-Marathon                   | Nairobi             | Halbmarathon | 1:02:53 |                                                                  |